# Coraline Thomas Hugue
Coraline Hugue (* 11. März 1984 in Embrun) ist eine ehemalige französische Skilangläuferin.

## Werdegang
Hugue lief bei den Juniorenweltmeisterschaften 2003 im schwedischen Sollefteå im Massenstartrennen über 15 Kilometer auf den 43. und im Rennen über fünf Kilometer im klassischen Stil auf den 55. Platz. Ihr erstes Weltcuprennen lief sie im Januar 2005 in Nové Město, welches sie mit dem 43. Platz über 10 km Freistil beendete. Bei den Juniorenweltmeisterschaften 2004 im norwegischen Stryn wurde sie im Freistilrennen über fünf Kilometer Siebte, im Massenstartrennen über 15 Kilometer 32., im Sprint 48. und mit französischen Staffel Elfte. Im Januar 2006 gewann sie in Oberstdorf mit dem 27. Platz im Skiathlon erstmals Weltcuppunkte. Bei der Militär-Skiweltmeisterschaft 2006 im schweizerischen Andermatt wurde sie Fünfte über zehn Kilometer. Bei den U23-Weltmeisterschaften 2007 in Tarvisio gewann sie Silber im Skiathlon. Bei der Militär-Skiweltmeisterschaft 2007 im estnischen Haanja konnte sie über zehn Kilometer die Silbermedaille erringen. Ein Jahr später konnte sie bei der Militär-Skiweltmeisterschaft 2008 im österreichischen Hochfilzen mit Platz fünf diesen Erfolg nicht wiederholen. Ihre besten Platzierungen bei den nordischen Skiweltmeisterschaften 2009 in Liberec waren der 14. Platz im 30-km-Massenstartrennen und der achte Platz mit der Staffel. Zudem wurde sie 34. im Verfolgungsrennen über 15 Kilometer. Bei der Militär-Skiweltmeisterschaft 2010 im italienischen Cogne wurde sie Zehnte über zehn Kilometer. Im Folgejahr konnte sie bei der Militär-Skiweltmeisterschaft 2011 im bosnischen Sarajevo zum zweiten Mal die Silbermedaille erringen. In der Saison 2012/13 erreichte sie mit dem siebten Platz in Oberhof über 3 km Freistil, ihr bestes Resultat in einen Weltcuprennen. Bei den französischen Skilanglaufmeisterschaften 2012 in Bessans holte sie Bronze über 10 km Freistil. 2013 gewann sie die Militär-WM im französischen Le Grand-Bornand über zehn Kilometer und beim La Foulée Blanche über 42 km Freistil. Sie belegte bei den nordischen Skiweltmeisterschaften 2013 im Val di Fiemme den sechsten Platz mit der Staffel und zweimal den zehnten Rang über 10 km Freistil und im Teamsprint, während sie im Skiathlon 32. wurde. Bei der Militär-Skiweltmeisterschaft 2014 im finnischen Sodankylä gewann sie über zehn Kilometer die Bronzemedaille. Bei den Olympischen Spielen 2014 in Sotschi belegte sie den siebten Platz im 30-km-Massenstartrennen und den vierten Platz mit der Staffel. Zudem wurde sue 20. im Skiathlon. Bei den französischen Skilanglaufmeisterschaften 2014 in Prémanon gewann sie Silber im 7,5-km-Massenstartrennen.
In der Saison 2014/15 erreichte Hugue den 45. Platz bei der Nordic Opening in Lillehammer und den 18. Rang bei der Tour de Ski 2015. Bei den nordischen Skiweltmeisterschaften 2015 in Falun belegte sie den 12. Platz über 10 km Freistil, den achten Rang mit der Staffel und den sechsten Platz im Teamsprint. Im März 2015 gewann sie bei den Militär-Skiweltmeisterschaften in Boden erneut Gold über 10 km Freistil. Zwei Jahre später gewann sie bei der Militär-Skiweltmeisterschaft 2017 im russischen Sotschi Silber über zehn Kilometer und wurde im Teamspringt Vierte. Ihre Ergebnisse bei den Olympischen Winterspielen 2018 in Pyeongchang waren der 14. Platz über 10 km Freistil, der 29. Rang im Skiathlon, der zwölfte Platz mit der französischen Staffel und der achte Rang zusammen mit Aurore Jéan im Teamsprint. Letztmals im Weltcup startete sie beim Weltcupfinale der Saison 2017/18, wobei sie den 38. Platz errang. Die Saison 2018/19 verpasste sie verletzungsbedingt und beendete nach der Saison 2019/20 ihre Karriere.
Hugue nahm ab 2004 ebenfalls am Skilanglauf-Alpencup teil. Dabei erreichte sie 19 Podestplatzierungen, darunter vier Siege. Ihre beste Gesamtplatzierung war der fünfte Platz in der Saison 2010/11.

## Siege bei Continental-Cup-Rennen
| Nr. | Datum             | Ort                 | Disziplin                      | Serie    |
| --- | ----------------- | ------------------- | ------------------------------ | -------- |
| 1.  | 5. Januar 2008    | Oberstdorf          | 10 km Skiathlon                | Alpencup |
| 2.  | 19. Februar 2011  | Campra              | 5 km Freistil Individualstart  | Alpencup |
| 3   | 12. März 2011     | Ramsau am Dachstein | 5 km Freistil Individualstart  | Alpencup |
| 4.  | 19. Dezember 2015 | Hochfilzen          | 10 km Freistil Individualstart | Alpencup |

## Teilnahmen an Weltmeisterschaften und Olympischen Winterspielen

### Olympische Spiele
- 2014 Sotschi: 4. Platz Staffel, 7. Platz 30 km Freistil Massenstart, 22. Platz 15 km Skiathlon
- 2018 Pyeongchang: 8. Platz Teamsprint Freistil, 12. Platz Staffel, 14. Platz 10 km Freistil, 29. Platz 15 km Skiathlon

### Nordische Skiweltmeisterschaften
- 2009 Liberec: 8. Platz Staffel, 14. Platz 30 km Freistil Massenstart, 34. Platz 15 km Skiathlon
- 2013 Val di Fiemme: 6. Platz Staffel, 10. Platz 10 km Freistil, 10. Platz Teamsprint Freistil, 32. Platz 15 km Skiathlon
- 2015 Falun: 6. Platz Teamsprint Freistil, 8. Platz Staffel, 12. Platz 10 km Freistil

## Platzierungen im Weltcup

### Weltcup-Statistik
Die Tabelle zeigt die erreichten Platzierungen im Einzelnen.
- 1.–3. Platz: Anzahl der Podiumsplatzierungen
- Top 10: Anzahl der Platzierungen unter den ersten zehn
- Punkteränge: Anzahl der Platzierungen innerhalb der Punkteränge
- Starts: Anzahl gelaufener Rennen in der jeweiligen Disziplin
- Hinweis: Bei den Distanzrennen erfolgt die Einordnung gemäß FIS.

| Platzierung         | Distanzrennen a | Distanzrennen a | Distanzrennen a | Distanzrennen a | Distanzrennen a | Skiathlon Verfolgung | Sprint | Etappen- rennen b | Gesamt | Team c | Team c  |
| Platzierung         | ≤ 5 km          | ≤ 10 km         | ≤ 15 km         | ≤ 30 km         | > 30 km         | Skiathlon Verfolgung | Sprint | Etappen- rennen b | Gesamt | Sprint | Staffel |
| ------------------- | --------------- | --------------- | --------------- | --------------- | --------------- | -------------------- | ------ | ----------------- | ------ | ------ | ------- |
| 1. Platz            |                 |                 |                 |                 |                 |                      |        |                   |        |        |         |
| 2. Platz            |                 |                 |                 |                 |                 |                      |        |                   |        |        |         |
| 3. Platz            |                 |                 |                 |                 |                 |                      |        |                   |        |        |         |
| Top 10              | 2               | 1               |                 |                 |                 |                      |        |                   | 3      |        | 12      |
| Punkteränge         | 7               | 12              | 2               | 4               |                 | 12                   |        | 4                 | 41     |        | 13      |
| Starts              | 15              | 38              | 7               | 4               |                 | 35                   | 17     | 11                | 127    |        | 13      |
| Stand: Karriereende |                 |                 |                 |                 |                 |                      |        |                   |        |        |         |

### Weltcup-Gesamtplatzierungen
| Saison  | Gesamt | Gesamt | Distanz | Distanz | Sprint | Sprint |
| Saison  | Punkte | Platz  | Punkte  | Platz   | Punkte | Platz  |
| ------- | ------ | ------ | ------- | ------- | ------ | ------ |
| 2005/06 | 4      | 118.   | 4       | 85.     | -      | -      |
| 2006/07 | -      | -      | -       | -       | -      | -      |
| 2007/08 | 43     | 60.    | 43      | 35.     | -      | -      |
| 2008/09 | 71     | 55.    | 63      | 38.     | -      | -      |
| 2009/10 | 7      | 112.   | 7       | 91.     | -      | -      |
| 2010/11 | -      | -      | -       | -       | -      | -      |
| 2011/12 | 12     | 84.    | 12      | 62.     | -      | -      |
| 2012/13 | 120    | 48.    | 112     | 33.     | -      | -      |
| 2013/14 | 94     | 53.    | 68      | 34.     | 6      | 70.    |
| 2014/15 | 168    | 39.    | 116     | 31.     | -      | -      |
| 2015/16 | 16     | 82.    | 16      | 56.     | -      | -      |
| 2016/17 | -      | -      | -       | -       | -      | -      |
| 2017/18 | 53     | 66.    | 53      | 43.     | -      | -      |